# Single Collection + Achikochi
Single Collection + Achikochi (シングルコレクション+ アチコチ)  é a sexta coletânea de Maaya Sakamoto. Foi lançada em 15 de julho de 2020 pela FlyingDog, um selo da gravadora Victor Entertainment e possui 25 faixas distribuídas em dois CDs.

## Produção
Esta é quarta coletânea "single collection" lançada por Maaya Sakamoto, onde as músicas escolhidas são de trabalhos feitos para animes, ou músicas compostas para singles de canções feitas para animações japonesas, chamadas de lados B. Inclui gravações que ocorreram entre 2013 e 2020 e até colaborações feitas com outros cantores. Algumas músicas foram regravadas. A quantidade de 25 faixas foi definida em comemoração aos 25 anos de carreira da artista.
Um site especial com vários materiais, como entrevistas, foi lançado na época do lançamento do álbum para promovê-lo.
Uma edição limitada contendo um blu-ray também foi lançada, ele contém dez videoclipes de músicas que estão no álbum, além de dois shows feitos pela cantora, um no Open Air Museum 2017, e outro no FlyingDog 10th Anniversary Live "Inu Fes!".

## Recepção
O álbum ficou nove semanas no Oricon Albums Chart, chegando à 5ª posição. Também chegou à 4ª posição na Billboard Japan (mesma posição no Hot 100). Também chegou à 6ª posição na Tower Records.
Miki Ueno, do Ongaku Hito, disse que é um trabalho mais maduro e profundo.

## Faixas
| CD1            |                                                                                   |                |                   |                             |         |  |
| N.º            | Título                                                                            | Letras         | Música            | Arranjo                     | Duração |  |
| 1.             | "Hajimari no Umi" (de Tamayura: More Aggressive)                                  | Taeko Onuki    | T. Onuki          | Toshiyuki Mori              | 3:58    |  |
| 2.             | "Be mine!" (de Sekai Seifuku: Bouryaku no Zvezda)                                 | M. Sakamoto    | the band apart    | the band apart e Ryo Eguchi | 4:02    |  |
| 3.             | "SAVED." (de Inari, Konkon, Koi Iroha)                                            | Syoko Suzuki   | S. Suzuki         | Ryuji Yamamoto              | 5:19    |  |
| 4.             | "Replica" (de M3: Sono Kuroki Hagane)                                             | M. Sakamoto    | Takahito Uchisawa | T. Uchisawa                 | 4:00    |  |
| 5.             | "Shiawase ni Tsuite Watashi ga Shitteiru Itsutsu no Houhou" (de Koufuku Graffiti) | Yuho Iwasato   | Rasmus Faber      | R. Faber                    | 4:40    |  |
| 6.             | "Shikisai" (de Fate/Grand Order)                                                  | M. Sakamoto    | la la larks       | la la larks                 | 4:33    |  |
| 7.             | "Million Clouds" (de Amanchu!)                                                    | M. Sakamoto    | Frida Sundemo     | Shin Kono                   | 4:58    |  |
| 8.             | "CLEAR" (de Cardcaptor Sakura: Clear Card)                                        | M. Sakamoto    | Yoshiki Mizuno    | S. Kono                     | 4:15    |  |
| 9.             | "Hello, Hello" (de Amanchu! Advance)                                              | M. Sakamoto    | M. Sakamoto       | Zentaro Watanabe            | 4:29    |  |
| 10.            | "Gyakkou" (de Fate/Grand Order)                                                   | M. Sakamoto    | Ichiyo Izawa      | I. Izawa e R. Eguchi        | 4:47    |  |
| 11.            | "Kuuhaku" (de Fate/Grand Order Arcade)                                            | M. Sakamoto    | la la larks       | la la larks                 | 5:02    |  |
| 12.            | "Uchuu no Kioku" (de Humanoid Monster Bem)                                        | Ringo Sheena   | R. Sheena         | R. Sheena                   | 3:12    |  |
| Duração total: | Duração total:                                                                    | Duração total: | Duração total:    | Duração total:              | 53:15   |  |

| CD2            |                                                                                   | |                                                                                                 |                  |         |  |
| N.º            | Título                                                                            | Letras | Música                                                                                          | Arranjo          | Duração |  |
| 1.             | "cloud 9" (de Wolf's Rain)                                                        | Y. Iwasato | Yoko Kanno                                                                                      | Y. Kanno         | 5:00    |  |
| 2.             | "Flash" (de Cardcaptor Sakura Clear Card-hen Happiness Memories)                  | M. Sakamoto | Keiichi Tomita                                                                                  | K. Tomita        | 4:23    |  |
| 3.             | "Anata wo Tamotsu Mono" (de Ghost in the Shell: Arise – Alternative Architecture) | Shintaro Sakamoto | Keigo Oyamada                                                                                   | K. Oyamada       | 3:58    |  |
| 4.             | "Secrear" (de Monster Hunter Frontier G)                                          | Natsumi | solaya                                                                                          | solaya           | 4:41    |  |
| 5.             | "Arakawa Kokei" (feat. Tomita Lab)                                                | Takaki Horigome | K. Tomita                                                                                       | K. Tomita        | 6:12    |  |
| 6.             | "Lazy Line Painter Jane" (feat. Atsushi Suemitsu)                                 | Stuart Murdoch, Isobel Campbell, Richard Colburn, Stuart David, Christopher Geddes, Stephen Jackson, Sarah Martin e Monica Anne Queen | S. Murdoch, I. Campbell, R. Colburn, S. David, C. Geddes, S. Jackson, S. Martin e M. Anne Queen | Atsushi Suemitsu | 6:17    |  |
| 7.             | "Mada Ugoku" (de Kōkaku Kidōtai: Shin Gekijōban)                                  | S. Sakamoto | K. Oyamada                                                                                      | K. Oyamada       | 5:50    |  |
| 8.             | "Tell me what the rain knows" (de Wolf's Rain)                                    | Chris Mosdell | Y. Kanno                                                                                        | Y. Kanno         | 1:42    |  |
| 9.             | "Mikazuki" (Cover de Miwa Yoshida)                                                | M. Yoshida | M. Yoshida                                                                                      | R. Yamamoto      | 5:03    |  |
| 10.            | "Sotsugyou Shashin" (de Tamayura: Sotsugyou Shashin Part 4 - Ashita)              | Yumi Matsutoya | Y. Matsutoya                                                                                    | Hiroyasu Yano    | 4:38    |  |
| 11.            | "Kore kara" (de Tamayura: Sotsugyou Shashin)                                      | M. Sakamoto | M. Sakamoto                                                                                     | S. Kono          | 5:17    |  |
| 12.            | "clover" (de Arte)                                                                | M. Sakamoto | Kouji Mizuguchi                                                                                 | S. Kono          | 4:33    |  |
| 13.            | "Watashi e"                                                                       | M. Sakamoto | connie                                                                                          | R. Yamamoto      | 4:44    |  |
| Duração total: | Duração total:                                                                    | Duração total: | Duração total:                                                                                  | Duração total:   | 62:18   |  |